# كلاش رويال
كلاش رويال (بالإنجليزية: Clash Royale)، هي لعبة فيديو إلكترونية من نوع اللعبة الإستراتيجية، وهي متوفرة لنظام الهاتف المحمول أندرويد التابع لشركة جوجل الأمريكية وآي أو إس التابعة لشركة أبل، نزلت في المتجر الإلكتروني سنة 2016م وفي سنة 2017 شهر 7 يوم 18 أصبحت تحميلات اللعبة 16.825.398 شخصًا. وقد صدرت اللعبة بعدد كبير من منصات الألعاب في 2 مارس، 2016. تستطيع أن تلعب في هذه اللعبة واحد ضد واحد أو 2 ضد 2. أنت وزميل لك أو أي لاعب آخر.

## اللعبة
الحروب
- للفوز في اللعبة عليك ان تدمر برج أو برجين أو 3 قلعات، لكي تأخذ الكؤوس ولكن إذا خسرت، سينقص منك الكؤوس في حال كنت تلعب لاعب ضد لاعب.
- مثال بالساحات: إذا أنت في الساحة 14 (قمة الهدوء) وكدت أن تصل إلى الساحة الأسطورية (الساحة 15) وفزت (إذا كانت الصناديق ليست ممتلئة) سوف يعطيك صندوق (الساحة الأسطورية) بدل من الساحة 14
- البطاقات تستخدمها لكي تضع القوات والمباني والتعويذات
- مجموع إكسير لكل لاعب 10
- إذا نقص منك قلعة واحدة أو حدث ضرر لبرج الملك، الملك سيحارب معك وسيضرب القوات القريبة منه.
- في الدقيقة الأخيرة (أو زمن هدف الصدمة), يسرع الإكسير بنسبة x2.
- إذا انتهى الوقت الأصلي (3 دقائق) وكانت النتيجة هي التعادل فسيتاح لك دقيقتين إضافية لتدمر برجًا آخر من أبراج الخصم، وفي الدقيقة الاخيرة من الوقت الإضافي، يسرع الإكسير بنسبة 3×، واذا استمر التعادل فسيفوز صاحب البرج ذو النقاط الحياة الأعلى.

الساحات والبطاقات 
1ــ ساحة التدريب: هي ساحة تبدأ اللعبة فيها وبطاقاتها 8
العادي: 1- السهام 2- رماة السهام 3- الفارس 4- كائنات المينيون
النادر: 1- الكرة النارية 2- الفارسة 3- البيكا الصغير 4- العملاق
2ــ استاد الغيلان (الساحة 1) تبدأ من الصفر حتى 300 كأس وبطاقاته 3:
العادي: الغوبلن (غيلان) وغيلان الرمح
النادر: قفص الغيلان (ويخرج منها غيلان)
3ــ حفرة العظام (الساحة 2): تبدأ 300 كأس حتى 600 كأس وبطاقاته 6:
العادي: هياكل عظمية ومفجر
النادر: شاهد القبر وفالكيري
الممتازة:جيش هياكل عظمية وتنين صغير
4ــ كوخ البربري (الساحة 3): تبدأ 600 كأس حتى 1000 كأس وبطاقاته 6:
العادي: البرابرة والمدفع
النادر: مدق المعركة (بربريين يحملان جذع) والمينيون العملاق
الممتاز: برميل البربري وبرميل الغيلان
5ــ مسرح بيكا (الساحة 4): تبدأ 1000 كأس حتى 1300 كأس وبطاقاته 7:
العادي: التنانين العظمية وروح النار (حجر ناري)
النادر: برج النار والساحر
الممتاز: البيكا
الأسطوري: عامل المنجم
6ــ وادي التعويذة (الساحة 5): تبدأ 1300 كأس حتى 1600 كأس وبطاقاته 7:
العادي: الخفافيش والصاعق (زجاجة كهربائية)
النادر: راكب الخنزير
الممتاز: الساحرة ومدمرا الجدران
الأسطوري: الأميرة و(بطاقة آخرى متاحة قريبًا)
7ــ ورشة البناء (الساحة 6): تبدأ 1600 كأس حتى 2000 كأس وبطاقاته 6:
العادي: مدفع الهاون (تصيب الأهداف البعيدة فقط)
النادر: الصاروخ والآلة الطائرة
الممتاز: قوس وبالون
الأسطوري: الجذع (خشبة لديها أشواك)
8ــ الساحة الملكية (الساحة 7): تبدأ 2000 كأس حتى 2300 كأس وبطاقاته 7:
العادي: العملاق الملكي والمجندون الملكيون
النادر: الفارسات الثلاثة والخنازير الملكية
الممتاز: الأمير وأمير الظلام
الأسطوري: الفارس العملاق
9ــ القمة المتجمدة (الساحة 8) تبدأ 2300 كأس حتى 2600 كأس وبطاقاته 6:
العادي: روح الجليد وكرة الثلج العملاقة
النادر: غولم الجليد
الممتاز: تعويذة البرق وتعويذة التجميد والهيكل العظمي العملاق
الأسطوري: ساحر الثلج
10ــ الساحة الغابة (الساحة 9) تبدأ 2600 كأس حتى 3000 كأس ومن هذه الساحة يمكنك شراء بطاقات اسطورية في المتجر وبطاقاته 6:
العادي: عصابة الغول
النادر: غول نفخ السهام وكوخ الغيلان (يخرج غيلان)
الممتاز: السم والغول العملاق
الأسطوري: التنين الناري (يخرج النار)
11ــ جبل الخنزير (الساحة 10) تبدأ 3000 كأس حتى 3400 كأس وبطاقاته 7:
العادي: حشد المينيون والبرابرة المميزون (برابرة مدرعين)
النادر: المطبخ (يخرج أرواح النار)
الممتاز: الصياد والغولم
الاسطوري: راكبة الكباش وكلب الحمم، (عند موت كلب الحمم، ينتج جراء الحمم
12_ الوادي الكهربائي (الساحة 11) تبدأ 3400 كأس حتى 3800 كأس وبطاقاته
العادي: الروح الكهربية والتيسلا
النادر: الصواعق
الممتاز:العملاق الكهربائي والتنين الكهربائي
الأسطوري: الساحر الكهربائي والسباركي
الساحة الأسطورية
تبدأ من 5000 كأس إلى 5300 كأس وبعدها مواسم الدوري وبطاقاتها:
العادي: الطرد الملكي
النادر: معالجة المعركة
الممتاز: الإعصار وتعويذة الاستنساخ وعربة المدقع
الاسطوري:الساحرة الأم وصياد السمك

### مواسم الدوري
مواسم الدوري بعد كؤوس 5000 وتتم إعادة الموسم في كل شهر وليس لها بطاقات.
1. المتحدي1 (الدوري1) وهي من 000 كأس حتى 4300 كأس، صندوق السحب (احتمال 29.2% بطاقة اسطورية وعدد بطاقاته 101) إعادة تعيين موسم الدوري 4000 كأس
2. المتحدي2 (الدوري2) وهي من 4300 كأس حتى 4600 كأس، صندوق السحب (احتمال 44% بطاقة اسطورية وعدد بطاقاته 151) إعادة تعيين موسم الدوري 4000 كأس
3. المتحدي3 (الدوري3) وهي من 4600 كأس حتى 4900 كأس، صندوق السحب (احتمال 58% بطاقة اسطورية وعدد بطاقاته 201) إعادة تعيين موسم الدوري 4000 كأس
4. المحترف1 (الدوري4) وهي من 4900 كأس حتى 5200 كأس، صندوق السحب (احتمال 73% بطاقة اسطورية وعدد بطاقاته 251) إعادة تعيين موسم الدوري 4300 كأس
5. المحترف2 (الدوري5) وهي من 5200 كأس حتى 5500 كأس، صندوق السحب (احتمال 87% بطاقة اسطورية وعدد بطاقاته 301) إعادة تعيين موسم الدوري 4300 كأس
6. المحترف3 (الدوري6) وهي من 5500 كأس حتى 5800 كأس، صندوق السحب (احتمال 100% بطاقة اسطورية و2% لسحب بطاقتين اسطوريتين وعدد بطاقاته 351) إعادة تعيين موسم الدوري 4300 كأس
7. البطل (الدوري7) وهي من 5800 كأس حتى 6100 كأس، صندوق السحب (احتمال 100% بطاقة اسطورية و16% لسحب بطاقتين اسطوريتين وعدد بطاقاته 401) إعادة تعيين موسم الدوري 4600 كأس
8. البطل الكبير (الدوري8) وهي من 6100 كأس حتى 6400 كأس، صندوق السحب (احتمال 100% بطاقة اسطورية و31% لسحب بطاقتين اسطوريتين وعدد بطاقاته 451) إعادة تعيين موسم الدوري 4600 كأس
9. البطل الملكي
10. البطل المطلق (الدوري9) وهي من 6400 كأس حتى لا نهاية، صندوق السحب (احتمال 100% بطاقة اسطورية و45% لسحب بطاقتين اسطوريتين وعدد بطاقاته 501) إعادة تعيين موسم الدوري 4600 كأس

الصناديق
الصناديق
3 منها في المتجر وجميعها عند الفوز في الحرب ومنها بالترتيب
الصندوق المجاني (في ساحة التدريب يسمى الصندوق الخشبي) (احتمال 100% بطاقة عادية و12.5% بطاقة نادرة و9.5% بطاقة ممتازة، ومن مسرح بيكا إلى الساحة الأسطورية = 3% أسطورية)
1. الصندوق الفضي(إحتمال100% بطاقة عادية و10.3% بطاقة نادرة و7.5% بطاقة ممتازة، ومن مسرح بيكا إلى الساحة الأسطورية = 3% أسطورية)
2. الصندوق الذهبي (احتمال 50% من النادر والعادي و25% بطاقة ممتازة ومن مسرح بيكا إلى الساحة الأسطورية احتمال 12.5% بطاقة أسطورية)
3. صندوق التاج (اجمع على 10 من التاج لكي يفتح، احتمال 50% من النادر والعادي و25% بطاقة ممتازة ومن مسرح بيكا إلى الساحة الأسطورية احتمال 12.5% بطاقة أسطورية)
4. الصندوق السحري (احتمال 50% من الممتاز و25% من النادر والعادي ومن مسرح بيكا إلى الساحة الأسطورية احتمال 12.5% بطاقة أسطورية)
5. الصندوق العملاق (احتمال 50% من النادر والعادي و25% بطاقة ممتازة ومن مسرح بيكا إلى الساحة الأسطورية احتمال 12.5% بطاقة أسطورية)
6. صندوق البرق العملاق (احتمال 75% من العادي والنادر والممتاز ومن مسرح بيكا إلى الساحة الأسطورية احتمال 25% بطاقة أسطورية)
7. صندوق ممتاز (احتمال 100% من الممتاز وصفر من العادي والنادر والأسطوري)
8. صندوق اسطوري (احتمال 100% من الأسطوري وصفر من العادي والنادر والممتاز)

على حسب الساحات، إذ يكون الصندوق الفضي لا يوجد بطاقات نادرة وممتازة وأسطورية في الصندوق، فالصناديق كاملة عدا الصندوق الفضي، يحتوي على مقدار بطاقة واحدة من الأسطوري
البطولات
البطولات العادية تفتح عند مستوى الملك 5 والبطولات الملكية تفتح عند مستوى الملك 8 وقواعدها:
- عندما تلعب بطولة، فالبطاقات تكون في المستوى 11.
- البطاقات في المعركة الودية = البطاقات في البطولة

الاجتماعي
طلب البطاقات تفتح عند مستوى الملك 3 ومحتوياته
1. العادي = المستوى 9
2. النادر = المستوى 7
3. الممتاز = المستوى 4
4. الأسطوري = المستوى 1

- يمكنك التبرع بالبطاقات (إذا بطاقاتك 0, ستستخدمه ولن تذهب) وهي

1. استاد الغيلان: العادي والنادر=1, الطلب: العادي=10 النادر=1
2. حفرة العظام: العادي=2, والنادر=1, الطلب: العادي=10 النادر=1
3. وعاء البربري: العادي=2, والنادر=1, الطلب: العادي=10 النادر=1
4. مسرح بيكا: العادي=4 والنادر=1, الطلب: العادي=20 النادر=2
5. وادي التعويذة: العادي=4 والنادر=1, الطلب: العادي=20 النادر=2
6. ورشة البناء: العادي=4 والنادر=1, الطلب: العادي=20 النادر=2
7. الساحة الملكية: العادي=6 والنادر=1, الطلب: العادي=30 النادر=3
8. القمة المتجمدة: العادي=6 والنادر=1, الطلب: العادي=30 النادر=3
9. ساحة الغابة: العادي=6 والنادر=1, الطلب: العادي=30 النادر=
10. جبل الخنزير: العادي=8 والنادر=1, الطلب: العادي=40 النادر=
11. ساحة الأسطورية: العادي=8 والنادر=1, الطلب: العادي=40 النادر=4

لا يوجد تبرع بطاقات أسطورية ويوجد طلب بطاقة ممتازة لكن فقط في يوم الاحد
القبائل
1. يمكن لأي أحد الانضمام: يمكنك الدخول، لكن ركز جيداً على الكؤوس المطلوبة.
2. الدعوة فقط: يمكنك الدخول بشرط أن لا تكون في قبيلة أخرى وان يرسل احدهم اليك دعوة أو ان تنتبه إلى عدد الكؤوس وتطلب الانضمام.
3. مغلق: لن تستطيع الدخول إلى هذه القبيلة.

- أنواع القبائل في كلاش رويال مثل

1. القائد
2. القائد المساعد
3. الكبير
4. العضو

المتجر
يمكنك أن تشتري البطاقات والصناديق الثلاثة والتعبيرات، لكل بطاقة سعره المناسب وهي
- البطاقات في المتجر سعرها هي

1. العادي: على حسب عدد البطاقات وكل بطاقة ب10.
2. النادر: على حسب عدد البطاقات وكل بطاقة ب100.
3. الممتاز: على حسب عدد البطاقات وكل بطاقة ب1000
4. الأسطوري: تفتح في ساحة جبل الخنزير، 40000 قبل الشراء.

- الصناديق الثلاثة في المتجر هي

1. صندوق البرق ب250 جوهرة.
2. صندوق الطالع ب750 جوهرة.
3. صندوق الملك الأسطوري ب2500 جوهرة.

النقود والجواهر
- التعبيرات

يوجد 150 تعبير بجانب تعبيرات المناسبات المجانية والتعبيرات الحصرية بجواهر أكثر وتعبيرات الاحداث.
النقود لكي تشتريها تحتاج
1000 ذهب = 60 جوهرة
10000 ذهب = 500 جوهرة
100000 ذهب = 4500 جوهرة

## وقت صدور اللعبة
اللعبة كانت أطلقت في كندا وهونغ كونغ وأستراليا والسويد والنرويج والدنمارك وأيسلندا وفنلندا ونيوزيلندا لاجهزة ال أي أو اس 4 يناير 2016. كانت اللعبة أطلقت لاجهزة الاندرويد لتلك البلدان نفسها في 16 فبراير 2016 .
أصبح كلاش رويال التطبيق الأكثر تحميلا والأعلى إحصائيا في متجر تطبيقات يوس في الولايات المتحدة.

## وصلة خارجية
- كلاش رويال على موقع IMDb (الإنجليزية)
- Official website
- موعد الإصدار
- كلاش رويال على موقع Google Play (الإنجليزية)